# Mass Effect (серія)
Mass Effect — серія науково-фантастичних відеоігор жанру Action RPG від BioWare. Окрім ігор, за вигаданим всесвітом Mass Effect випущено книги, комікси та кінофільм, головним автором яких був Дрю Карпішин. Дія всіх творів розгортається в XXII столітті.
Трилогія основної серії відеоігор концентрується на пригодах командора Шепарда та екіпажі його корабля «Нормандія». Впродовж ігор вони дізнаються про загрозу Женців, які періодично знищують всі розвинені цивілізації галактики, а згодом і зустрічаються з ними.
Сама назва Mass Effect (укр. ефект маси) походить від явища, на якому засновані більшість вигаданих технологій, описаних в серії. Це зміна маси об'єктів під впливом екзотичної речовини, так званого нульового елемента (англ. Element Zero).
Події четвертої частини, інших розробників, розгортаються в галактиці Андромеди через кілька століть після фіналу трилогії Шепарда.

## Ігровий процес

Командер Шепард у бою (Mass Effect 2)

В основних іграх серії Mass Effect гравець виступає в ролі героя, що подорожує галактикою зі своєю командою, виконуючи отримані завдання, розвиваючи себе та команду і слідуючи сюжету. Йому належить боротися з ворогами, вирішувати головоломки, налаштовувати стосунки з різними персонажами. На початку гри гравець може створити персонажа, вибравши його стать, вигляд, здібності й біографію.
На кожне завдання гравець може взяти крім героя ще двох компаньйонів. Виконуючи завдання, вони отримують досвід, що збільшує їхній рівень розвитку, а також може знайти кошти чи корисну інформацію та речі, яку потім застосувати для вдосконалень екіпіровки. З кожним рівнем дається кілька очок розвитку, за які збільшуються характеристики. Битви з ворогами передбачають використання стрілецької зброї та застосування спеціальних умінь, які відкриваються в ході розвитку персонажа. І головні герої і більшість ворогів володіють запасом здоров'я та щитами. Щити першими приймають на себе атаки і після виснаження поступово відновлюються. Під час бою гравець може ввійти в тактичне меню, в якому під час паузи задати поведінку компаньйонів, змінити собі або їм зброю. Також можна вибрати ціль для якої-небудь здібності (своєї або компаньйонів). Кожна здібність має свою шкалу перезарядження, яка заповнюється через визначений час.
Важливе значення надається діалогам. Обрані гравцем відповіді змінюють ставлення до його персонажа, відкривають спеціальні варіанти в наступних розмовах, можуть впливати на розвиток сюжету. Якщо гравець підтримує з компаньйонами хороші стосунки, спілкується з ними, виконує їхні прохання, це може визначити їх подальшу долю. З деякими можливо завести романтичні стосунки.
Гра містить «Кодекс» — електронну енциклопедію, у якій докладно розповідається про ігровий світ.

## Всесвіт серії

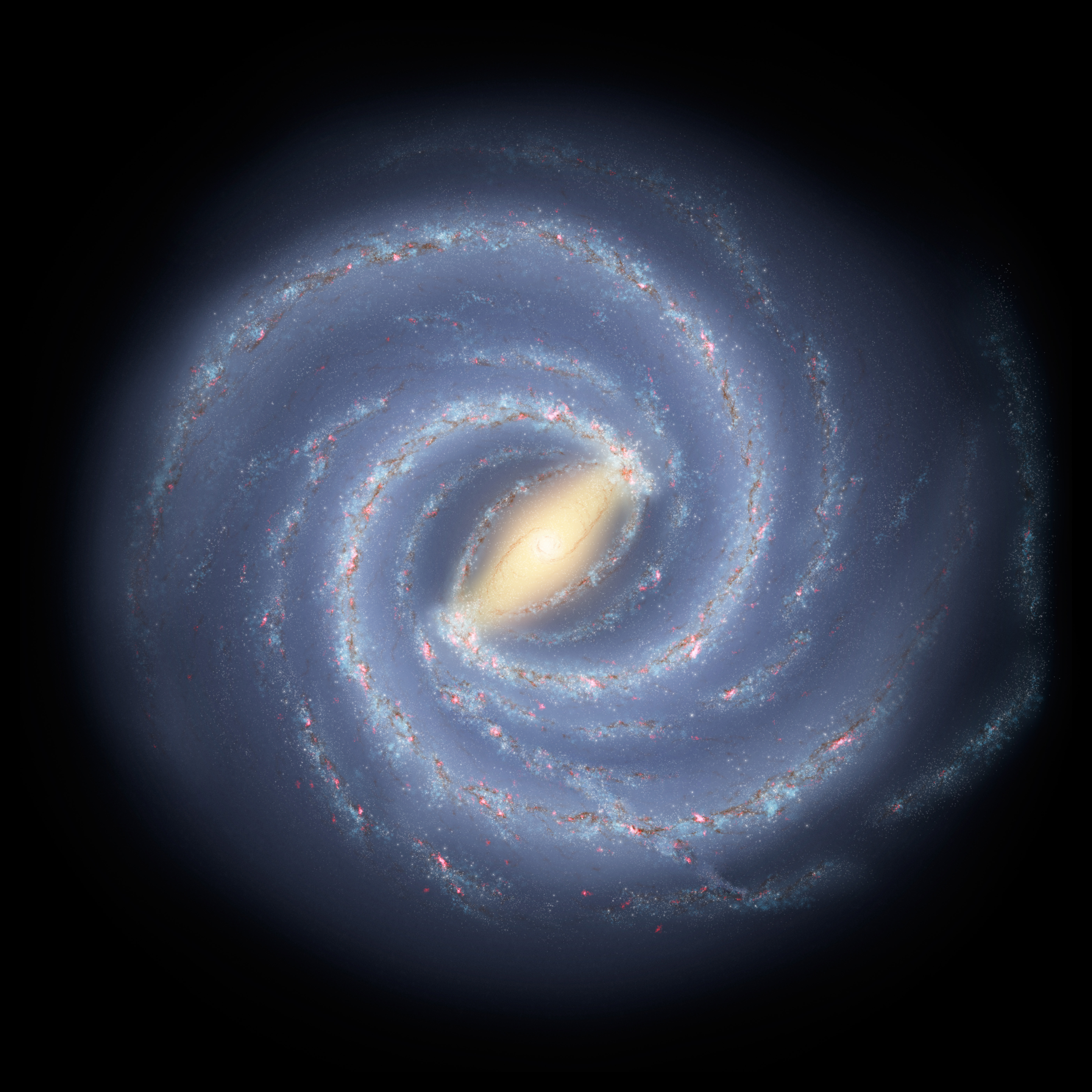
Фантастична версія галактики Чумацький Шлях є місцем дії головної трилогії відеоігор, романів та коміксів

### Чумацький Шлях
Твори за всесвітом «Mass Effect» описують всесвіт XXII століття, головним чином галактику Чумацький Шлях. Люди там є однією з цивілізацій, що нещодавно опанували надсвітлові польоти. До людей ними оволоділи численні інші розумні види, головуючими з-поміж яких є асарі, саларіанці та туріанці. Основою надсвітлових польотів є пристрої Ретранслятори маси, створені в прадавні часи попередніми цивілізаціями, розміщені по всій галактиці.
За допомогою екзотичної речовини нульового елемента діють як Ретранслятори, так і багато інших технологій, від двигунів до зброї та побутових приладів. Нульовий елемент здатний змінювати масу об'єктів під дією електричного заряду. Деякі живі істоти, котрі мають нульовий елемент у своєму тілі, вміють маніпулювати масами об'єктів на відстані. Ця здатність називається біотикою і доступна в тому числі й людям.

#### Технології
Описані в серії технології в більшості спираються на так званий ефект маси, що дозволяє маніпулювати масою об'єктів. Його застосування включає як побутові прилади й надсвітлові рушії, так і зброю. Багато технологій є вдосконаленнями сучасних, а саме у сфері медицини, розваг, транспорту, виготовлення матеріалів. Надсвітлові подорожі відкрили шляхи до обміну знаннями та технологіями між космічними цивілізаціями. З цієї причини рівень розвитку членів галактичного суспільства приблизно однаковий.
Чимало цивілізацій завдячують своїм розвитком зниклій цивілізації протеанів, руїни якої можна виявити по всій галактиці. Саме завдяки залишкам протеанських технологій, виявленим на Марсі в 2148 році, люди змогли вийти за межі Сонячної системи.
Технології галактичного суспільства дозволяють створювати штучний інтелект, що однак пов'язано з низкою проблем у його збереженні, контролі та правовому статусі. Більш поширеним є віртуальний інтелект — комп'ютерні програми, здатні вести діалог з користувачем. Такі програми не усвідомлюють себе і нездатні до самостійних рішень, хоч і створюють ілюзію розумності.

##### Ефект маси
При дії електричного струму на нульовий елемент він може збільшити або зменшити масу певної ділянки простору-часу утворенням темної енергії. Цей ефект і зветься ефектом маси. Позитивний заряд спричиняє збільшення маси, негативний — зменшення. Зменшення маси дозволяє здійснювати рух з надсвітловою швидкістю і доставляти вантажі в космос з поверхонь планет без великих витрат. Утворюється нульовий елемент при вибухах наднових зірок, тому порівняно рідкісний і складний для видобутку. Ефект маси забезпечує штучну гравітацію та захисні поля космічних кораблів. Області зі зміненою масою дають змогу отримувати однорідні сплави, надміцні матеріали. Мікроскопічні кулі з підвищеною масою використовуються у ручній стрілецькій зброї.
Вершиною застосування ефекту маси є Ретранслятори маси, які утворюють між собою тунелі, об'єкти всередині яких майже не мають маси і тому доставляються набагато швидше, ніж зі звичайними надсвітловими рушіями.

#### Галактичне суспільство
Центром політики, культури й фінансів галактичного суспільства, куди входять різні цивілізації та види, є багатокілометрова станція Цитадель. Інтереси більшості цивілізацій представляють посольства, що знаходяться в Президіумі Цитаделі. Своє посольство мають і люди від імені Альянсу Систем, який був прийнятий до галактичного суспільства у 2165 році. Роль галактичного уряду виконує Рада Цитаделі, куди входять члени Союзу Республік асарі, Туріанської Ієрархії і Саларіанського Союзу (згодом також і Альянс Систем людей), до яких інші цивілізації можуть звертатися з приводу своїх проблем. Асарі зазвичай займаються дипломатією, саларіанці — питаннями науки і розвідки, а туріанці — військовими питаннями. Для особливих завдань існують спецпризначенці «Спектри», котрі підкорюються виключно Раді Цитаделі і мають велику свободу в засобах досягнення поставлених цілей.
Засновниками Ради Цитаделі були асарі з саларіанцями незадовго по тому, як відкрили польоти крізь Ретранслятори. З часом до започаткованого ними загальногалактичного суспільства входили все нові види і цивілізації.
Галактичне суспільство має загальноприйняті одиниці вимірювання часу, такі як середня для цивілізацій Ради Цитаделі тривалість року (1,09 земного) і доби (20 земних годин). Літочислення ведеться від 500 року до н. е. за людським календарем від часу утворення Ради Цитеделі. Різні цивілізації та народи користуються своїми мовами, проте завдяки портативним перекладачам не мають значних проблем у спілкуванні. Престижним вважається володіти іншопланетними мовами без перекладача. Передача інформації між зоряними системами в реальному часі можлива через Ретранслятори маси. Грошовою одиницею служить кре́дит, курс якого постійно коливається, залежно від економічної ситуації в регіонах галактики.
Конвенції Цитаделі дозволяють застосування зброї масового ураження на деяких планетах, але якщо тільки воно не завдає значної шкоди природі. На планетах земного типу зброя масового ураження взагалі заборонена. Існують обмеження на розмір і склад бойових флотів цивілізацій-членів галактичного суспільства.

#### Види і цивілізації

Найвпливовіші існуючі розумні види всесвіту Mass Effect

Альянс Систем людства — інтереси людства представляє Альянс Систем, який об'єднує Землю та її колонії на інших планетах. Активна колонізація почалася після відкриття Ретранслятора в Сонячній системі, покритого льодом, в 2149 році, яким виявився Харон. Альянс не мав значного впливу, поки люди не зіткнулися з туріанцями у Війні першого контакту 2157 року. Війна спалахнула з приводу незнання людьми загальногалактичних правил користування Ретрансляторами маси (Альянс активовував всі виявлені, що туріанці розцінили безрозсудством та потенційно небезпечним) та була припинена Радою Цитаделі в дипломатичних переговорах.
Земля XXII століття поділена на країни, але всі вони об'єднані під владою Альянсу Систем. Попри значні досягнення в науці й техніці, існує розрив між багатими й бідними. Тоді як передові країни користуються високими технологіями, містами-аркологіями, генною інженерією та кіборгізацією, бідні країни існують на рівні XX століття, їхні жителі живуть в перенаселених нетрях і потерпають від хвороб та бандитизму.
У військовій справі люди покладаються на гнучкість та особисту ініціативу, активно застосовують високі технології. Зброя, вироблена Альянсом Систем, конкурує з найкращими зразками асарі й туріанців. Люди першими стали використовувати космічні авіаносці.
З 2183 року люди отримали членство в Раді Цитаделі. Однак швидкий ріст впливу людей та їхня агресія у Війні першого контакту створили їм репутацію агресивної та гордовитої цивілізації.
Асарі — вид гермафродитів з бузковою шкірою і розвиненими біотичними здібностями. Саме вони знайшли Цитадель і заснували Раду Цитаделі разом із саларіанцями. Асарі можуть мати дітей від інших видів, при цьому чистокровні (народжені від шлюбу двох асарі) вважаються ізгоями. Поняття сім'ї у них майже відсутнє, але самі асарі живуть тісними спільнотами в містах-державах. З цієї причини існують численні чутки про їхню розпусту, але асарі домінують на політичній арені галактики. Для людей вони виглядають людиноподібними, однак інші види стверджують, що асарі схожі на них.
Маючи тривалість життя близько 1000 земних років, асарі побудували розвинену культуру і віддають перевагу неквапним діям, результати яких можуть стати явними через десятки і сотні років. Вони цінують різні види мистецтв і задають моду в галактичному суспільстві.
Туріанці — вид, що походить від подібних на птахів істот. Туріанці — стрункі прямоходячі істоти, які мають порожнисті кістки і закручену ліворуч ДНК. Є третьою цивілізацією Ради Цитаделі й мають найбільший космофлот у галактиці. Туріанці стали першою позаземною цивілізацією, з якою зіткнулися люди, що супроводжувалося збройними сутичками через непорозуміння з приводу використання Ретранслятора.
Ці істоти шанують честь і чесність, мають схильність до праці для загального блага, тому є поганими підприємцями. Вони вірять в духів своїх спільнот, але досить ліберальні у виборі релігії, якщо вона не суперечить виконанню своїх обов'язків перед суспільством. Главами цивілізації є примархи, котрі керують групами колоній. Громадянство туріанці отримують тільки після служби в армії та можуть надати його іншим союзним видам.
Саларіанці — гуманоїдні амібії (подібні на «сірих» з сучасної уфології), найбільш технологічно розвинені в галактиці. Через прискорений метаболізм термін життя звичайно обмежується 40 роками, але завдяки йому ж саларіанці дуже активні. Вони мають фотографічну пам'ять і потребують мало сну, що визначило схильності до науки. Саларіанці розглядають розмноження виключно з практичної точки зору, довго зважуючи які яйця будуть запліднені, відповідно яку стать отримає дитина.
Суспільство саларіанців поділяється на клани з кількома «колами», залежно від ступеня родичання. У військовій справі ці істоти покладаються на розвідку і спецслужби, прагнучи усувати загрозу до того, як вона стане реальною.
Кроґани — великі й кремезні двоногі рептилоїди, що відомі як войовничі та непідконтрольні істоти. Їхньою особливістю є висока витривалість і плодючість. На час виявлення Радою Цитаделі кроґани пережили ядерну війну на рідній планеті Тучанка. Саларіанці допомогли їм відновити цивілізацію і використовували кроґанів як солдатів, але ті скоро почали власні завоювання. Під час конфлікту між кроґанами й цивілізаціями Цитаделі проти них була використана біологічна зброя — вірус генофаг, що сильно обмежив народжуваність (тільки 1 дитина з 1000 народжується живою). З цієї причини кроґани тепер розмножуються з такою ж швидкістю, що й люди, але для них це виглядає катастрофою.
Кроґани грубі та суворі, поважають силу і егоїзм. Вони ненавидять саларіанців за застосування генофагу, а багато хто з інших цивілізацій вважає, що генофаг був надто жорстоким вирішенням проблеми кроґанської експансії.
Батаріанці — чотириокий темношкірий вид гуманоїдів, чия соціальна структура дуже схожа на людську, але при цьому в їхньому суспільстві кримінальні синдикати домінують офіційно. Є основними політичними суперниками Альянсу Систем людей. Попри те, що батаріанці були знайдені ще за 200 років до н. е., вони часто конфліктували з іншими цивілізаціями, здійснювали набігти й загарбання, через що не отримували представництва на Цитаделі.
Суспільство батаріанців поділене на касти і для них дуже важливі зовнішній вигляд та мова жестів. При криміналізованості, батаріанці зневажають хабарництво, але вважають природним рабство і мають репутацію шахраїв.
Кваріанці — гуманоїди-кочівники, що блукають по галактиці на космічних кораблях. Ще 300 років тому кваріанці були однією з найрозвиненіших цивілізацій і мали численні колонії, але звідти їх вигнали повсталі роботи гети, знищивши більшість представників цього виду. Кваріанці ходять у закритих скафандрах, оскільки їхня імунна система практично не функціонує внаслідок стерильних умов на кораблях. Вони — один з двох відомих видів, крім туріанців, ДНК яких закручена ліворуч. Через це вони не можуть вживати їжу органічного походження, придатну для решти видів, і мають алергію на неї.
Всього кваріанців існує близько 17 мільйонів і кожний з них має на певний час покинути флот, щоб знайти щось цінне і довести право жити в ньому. Багато цивілізацій з підозрою ставляться до кваріанців, а прибуття їхнього флоту до системи створює численні проблеми. Так перехід всіх кораблів через ретранслятор займає по кілька днів.
Гети — синтетичні істоти, створені понад 300 років тому кваріанцями як робітники і солдати. Їхні синтетичні тіла (платформи) можуть мати найрізноманітніший вигляд і нести багато програм, здатних до самонавчання. Кількість програм на одній платформі визначає її розумність. У певний момент кваріанці злякалися гетів і спробували їх знищити, а ті відмовилися підкорятися господарям, у результаті чого почалася війна. Одержавши перемогу над творцями, гети пішли в самоізоляцію, усі спроби контакту з ними увінчуються невдачею. Як з'ясувалося згодом, більша частина гетів служить Женцям, прагнучи завантажитися на високотехнологічну платформу Володаря.
Вважається, що гети не мають культури і не здатні самі творити нове. Разом з тим гети фактично безсмертні. Всі їхні складові програми і знання зберігаються на сервері та можуть бути скопійовані на іншу платформу. Як стає відомо в Mass Effect 2, гети мають поняття про свободу вибору і поважають її. Ті, що відмовилися служити Володарю, будують велетенський сервер, здатний вмістити всі програми і знання.
Левіафани — прадавні, подібні на величезних кальмарів, водні істоти, які правили галактикою біля мільярда років тому. Їхньою природною особливістю була здатність брати під телепатичний контроль інших істот, що дозволило заволодіти знаннями інших розумних видів і змусити їх служити собі. Тривалий час левіафани домінували, поки не помітили, що підконтрольні їм види рано чи пізно створюють синтетичне життя, яке повстає проти творців і знищує їх. У прагненні врятувати всі види, левіафанами було створено штучний інтелект Каталізатора, призначеного зберігати цивілізації. Однак Каталізатор дійшов до висновку, що конфлікт органічного і синтетичного життя неминучий для кожної цивілізації. Тому він почав знищення високорозвинених цивілізацій, щоб замість них могли виникати й розвиватися інші, таким чином розумне життя завжди існувало. Генетичний матеріал знищених цивілізацій збирався, що відповідало програмі зберігати розумне життя.
Свого часу Каталізатор знищив і левіафанів, створивши на їх основі Женців. Вцілі левіафани живуть в океанах деяких планет і не видають свого існування. Вони вважають, що Женці справно виконують своє призначення, хоча й не відкидають, що колись якась із цивілізацій знайде інший спосіб подолати конфлікти органіків із синтетиками. Левіафани, користуючись телепатичним впливом, знищують будь-які сліди свого існування.
Женці — роботи, створені Каталізатором, що з'являються час від часу в галактиці з метою збирати «врожай» з розвиненого розумного органічного життя. На основі генетичного матеріалу знищених істот вони будують нових Женців, таким чином виконуючи програму зберігати життя. Між «жатвами» перебувають у сплячці в міжгалактичному просторі, очікуючи сигналу пробудження, коли рівень розвитку розумного життя в галактиці досягне того рівня, коли знищення органіків синтетиками стане неминучим. Для прискорення розвитку цивілізацій Женці створили Ретранслятори і Цитадель. В той же час, вимикаючи Ретранслятори і атакуючи Цитадель, вони можуть швидко придушувати опір. Існують різні види Женців, але кожний з них зовні подібний на левіафанів і здатний подорожувати в космосі з надсвітловими швидкостями. З органіків вони створюють хасків — кіборгів, які служать для неземних військових операцій і збору генетичного матеріалу.
Вони, як і свої творці, здатні на відстані маніпулювати свідомістю органіків, щоб підривати спротив цивілізацій. Крім того Женці модифікують органічне життя для знищення розумних видів зсередини, диверсій та збору інформації. Перший Жнець, відомий як Провісник, є найбільшим і найпотужнішим. Відомо, що з минулої «жатви» в Чумацькому Шляху лишався Володар, який мав подати сигнал іншим машинам до прибуття. В багатьох культур лишилися спогади про Женців, що лягли в основу міфів. Самі Женці вважають, що органічні істоти не в змозі сповна осягнути їхнє призначення.
Протеани — прадавня гуманоїдна цивілізація, знищена Женцями 50000 років тому. Протеани правили галактикою, перевершуючи будь-яку із цивілізацій нашого циклу, і лишили по собі численні артефакти. Завдяки цим артефактам багато наступних видів змогли опанувати надсвітлові подорожі, в тому числі й люди. Асарі отримали культуру від протеанів, а ханари шанують їх як богів. Відомо, що вплив протеанів був настільки великим, що інші розумні види, бувши в союзі з ними, з часом самі ставали називатися протеанами. У свою чергу самі протеани отримали багато знань від залишків цивілізації іннусанон, знищеної Женцями 127000 років тому.
Протеани боролися із Женцями кілька століть, а останні з їхніх представників вчинили саботаж на Цитаделі, зробивши неможливим її викоритання як Ретранслятора. З цієї причини Женці більше не могли прибути з міжгалактичного простору безпосередньо до Цитаделі. Протеани розробили і залишили креслення «Горна» — зброї, яка може знищити Женців, будучи під'єднаною до Цитаделі. Також вони створили попередження про Женців, щоб прийдешні цивілізації були готовими до їх вторгнення. Протеанам приписується створення Ретрансляторів, хоч ті насправді змогли будувати тільки односторонні й набагато слабші копії.
Колекціонери — комахоподібні гуманоїдні істоти, про яких відомо дуже мало. Свою назву отримали за збирання і вимінювання різних зразків життя й технологій по всій галактиці. Як з'ясовується в Mass Effect 2, Колекціонери є видозміненими протеанами, яких Женці використовували для знищення спротиву нормальних протеанів і потім лишили в галактиці для подальших планів. У Mass Effect 2 Колекціонери викрадали людей з метою створити Женця до початку нової «жатви». На час подій Mass Effect 3 деякі Колекціонери, звільнені від контролю з боку Женців, усвідомили себе протеанами та приєдналися до боротьби проти Женців.
Рахні — комахоподібні істоти з колективним розумом. Близько 2000 років тому їх випадково випустили з рідної системи і рахні стали неконтрольовано поширюватися. Покласти край цьому вдалося тільки завдяки допомозі кроґанів. Вважалося, що всі королеви рахні, здатні давати потомство й керувати нижчими кастами рахні, загинули. Але, як з'ясовується в Mass Effect, яйце принаймні однієї вціліло і ця королева трималася на дослідній станції Альянсу з метою створення біологічної зброї.
Торіанин (Вид-37) — рослинна форма життя, здатна захоплювати тіла органіків, використовуючи особливі спори. Ця істота древніша за протеанів і довго лишалася прихованою, стежачи й вивчаючи, що відбувається навколо. Невідомо, чи існує більше однієї особини цього виду чи торіанин з Фероса єдиний.
Волуси — низькорослі огрядні істоти, що перебувають під протекторатом туріанської Ієрархії в обмін на захист і стабільність. Увійшли до Цитаделі за 200 років до н. е., але не мають представників у Раді. Є відмінними підприємцями й авторами основ галактичної економіки. Через високий тиск і аміачну атмосферу рідної планети постійно носять скафандри. Саме волуси заклали основи банківської системи галактичного суспільства і встановили єдину валюту. Будучи фізично слабкими, не встряють у війни і мають репутацію боягузів.
Ворка — примітивні гуманоїдні хижаки, які вирізняються дуже коротким життям — 20 земних років. Ворка дуже швидко пристосовуються до нових умов і лікують поранення, аж до відновлення кінцівок. На рідній планеті ворка обмаль ресурсів і вона перенаселена, тому ворка агресивні та часом тікають на кораблях інших цивілізацій. Вони живуть племенами і служать найманцями або займаються розбоєм. Розвинені види вважають ворка варварами і шкідниками.
Ханари — медузоподібні водяні істоти. Поза водним середовищем можуть жити завдяки спеціальним пристроям. Ханари живуть у теократичному суспільстві і поклоняються протеанам. Через релігійність, а також соціальні особливості, у ханарів найчастіше виникають проблеми зі спілкуванням із іншими видами, що не розуміють їхніх правил і манер поведінки. Відомі порятунком цивілізації дреллів, представникам якої надали прихисток на свої, на 90 % покритій водою планеті.
Дрелли — зеленошкірі рептилоїди, що походять із перенаселеної пустельної планети. Після контакту з ханарами, останні впродовж кількох років забрали біля сотні тисяч дреллів на рідну планету. В обмін дрелли виконують ті завдяння, що не під силу ханарами в силу їхнього водного способу життя. Дрелли вірять в багатьох богів і безсмертя душі. Через вологий клімат другої батьківщини багато дреллів страждають від хвороб дихальної системи.
Хранителі — істоти, що існують лише на станції Цитадель. Коли асарі вперше знайшли Цитадель, хранителі вже перебували там. За формою вони нагадують комах. По суті це органічні машини, що не вміють спілкуватися, чия функція — підтримувати працездатність Цитаделі. Існує неписаний закон про невтручання в роботу хранителів.
Елкори — негуманоїдний вид дуже сильних фізично чотириногих вайлуватих істот. Елкори все роблять дуже довго й розмірено, в тому числі приймають політичні рішення. Основний спосіб їх спілкування — передача феромонів, тому при спілкуванні з іншими видами елкори передають свої емоції та інтонацію повільними словами. Вони віддають перевагу не подорожувати по космосу і цілком самодостатні.
Віртуальні істоти — вид, що близько 8000 років тому завантажив свої свідомості до комп'ютера і покинув рідну планету через вибух наднової. Всі вони живуть у віртуальному світі, але можуть обмінюватися свідомостями з іншими істотами. Вийшли на контакт із саларіанцями у 2185 через виснаження джерел живлення свого корабля. Віртуальні істоти обмінюються знаннями з Радою Цитаделі за надання прихистку.
Яги — кремезні хижаки, які напали на послів Ради Цитаделі і відтоді контакти з ними не встановлюються. Володіють технологіями рівня людей XX століття і розглядаються деякими саларіанцями як перспективний вид для служби солдатами.
Релой — подібний на птахів вид, який у 2184 завдяки орбітальному телескопу виявив корабель асарі та вийшов на контакт. Про релой відомо мало, але їхній рівень розвитку порівняно низький, на рівні землян кінця XX століття.
Крім того відомо про численні вимерлі розумні види, що загинули у війнах між собою або пали жертвами Женців. Деякі види загинули через ядерні війни на своїх планетах, не вийшовши в космос.

### Галактика Андромеди

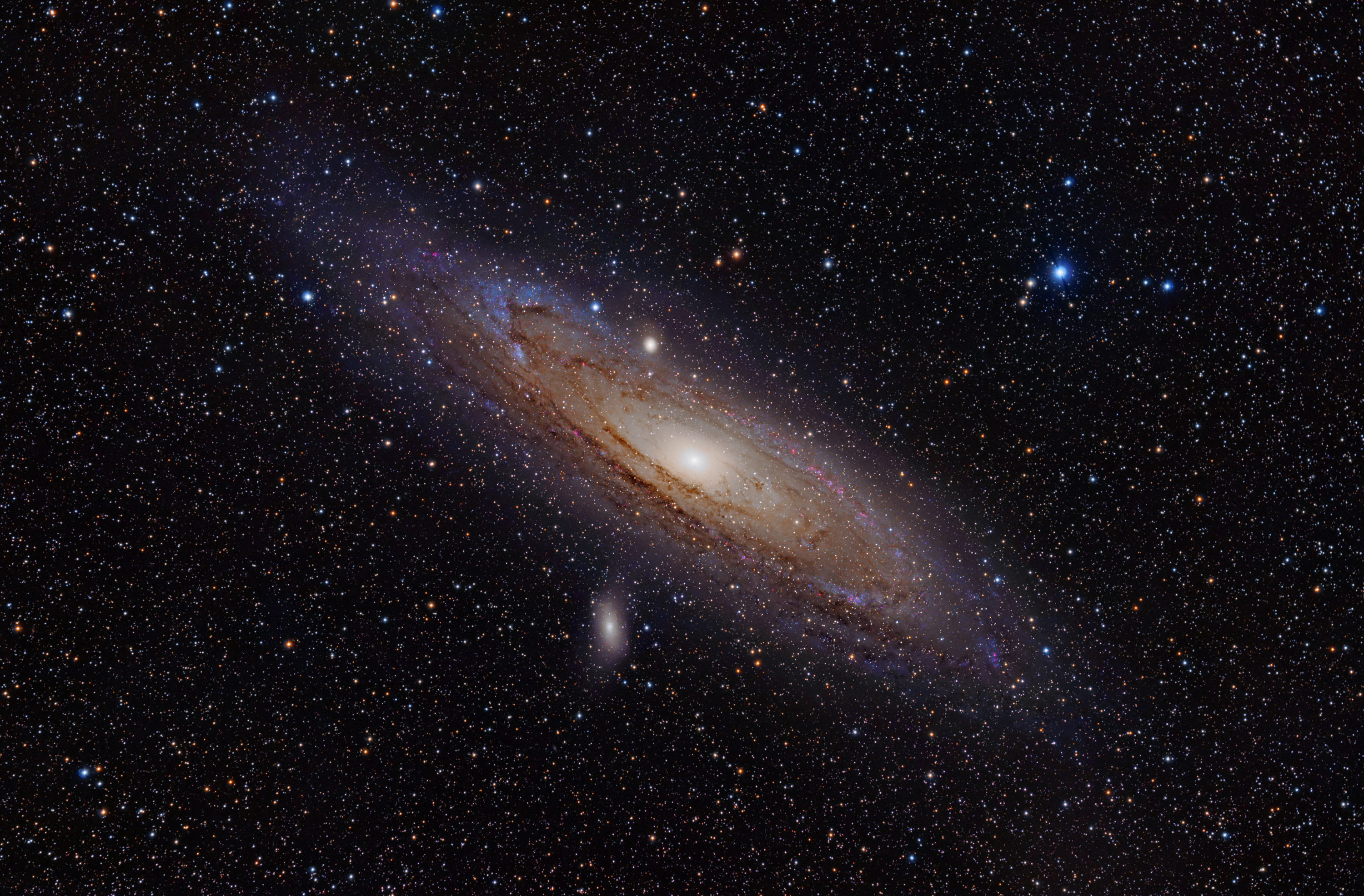
Галактика Андромеди — місце дії Mass Effect: Andromeda і супутніх романів

Події Mass Effect: Andromeda і супутніх творів відбуваються в галактиці Андромеди, куди наприкінці XXII століття було послано експедицію для нових досліджень і колонізації. Вона складалася з корабля «Нексуса», центра нового галактичного суспільства, і чотирьох (події Andromeda говорять про посланий пізніше п'ятий) кораблів «Ковчегів». Всі вони доставили колоністів у стані анабіозу, оскільки політ тривав понад 600 років. На відміну від Чумацького Шляху, в Андромеді не існує Ретрансляторів, тому подорожі обмежені кластером Гелей з кількох десятків зоряних систем. Особливістю цього місця є хмари темної енергії, звані «бичем», в яких розпадається все, що потрапляє всередину. «Бич» огортає багато планет і заповнює міжзоряний простір, утруднюючи космічні польоти.

#### Види і цивілізації
Крім прибулих з Чумацького шляху людей, асарі, туріанців, саларіанців і кроґанів, у галактиці Андромеди проживають і місцеві розумні істоти:
Ангара — гуманоїди з рожево-фіолетовою шкірою і шкіряним «коміром». Ангара володіють вродженою здатністю керувати електромагнітними полями. Ці істоти доволі розвинені і перебувають приблизно на рівні прибульців з Чумацького Шляху, але не мають єдності. Ангара борються проти кеттів, які викрадають їх задля розмноження.
Кетти — гуманоїдні, покриті кістяними наростами, прибульці з інших регіонів Андромеди, де мають свою імперію. Вони розмножуються виключно перетворенням інших видів на нових кеттів, що називають «вознесінням». У кластері Гелей цим кілька сотень років займається лідер Архон. Кетти володіють розвиненою біоінженерією, але космічні технології відстають від людських, а також кетти не розробляють штучних інтелектів.
Залишкові — фактично не є расою чи цивілізацією, а тільки машинами зниклої цивілізації джардаан. За кілька сотень років до прибуття колоністів джардаан збудувала мережу терраформерів і створила різноманітне життя, в тому числі ангара. Після вибуху на космічній станції навколо поширився «бич», після чого цивілізація джардаан покинула Гелей. Активація терраформерів та їх налаштування для створення колоній є одним з головних завдань прибульців із Чумацького Шляху. З усіх видів тільки люди, оснащені імплантатами під керівництвом штучного інтелекту, здатні повноцінно керувати Залишковими.

## Відеоігри

### Основна серія

##### Трилогія
- Mass Effect (2008, на Xbox 360 — 2007) — перша гра із серії, концентрується на пригодах командера Шепарда, першого людського «Спектра», в пошуках зрадника Сарена Артеріуса і розгадки таємниці його корабля «Володар». Тут Шепард вперше дізнається про загрозу Женців і їхній слід в сучасній галактиці.
- Mass Effect 2 (2010) — продовження серії, що починається із загибелі Шепарда під час атаки невідомого корабля. Расистська людська організація «Цербер» повертає його до життя і доручає розслідувати справу масового викрадення Колекціонерами людей.
- Mass Effect 3 (2012) — заключна частина оригінальної трилогії, в якій Женці прибувають до галактики, щоб почати чергову «жатву». Шепард розшукує союзників з метою об'єднати сили в боротьбі проти Женців і відбити захоплену Землю.
- Mass Effect Legendary Edition (2021) — збірка всіх трьох оригінальних ігор, доповнень і ексклюзивних матеріалів з удосконаленою графікою та ігровим процесом, видана 14 травня 2021 року.

#### Mass Effect: Andromeda
- Mass Effect: Andromeda (2017) — непряме продовження, події якого розгортаються в галактиці Андромеди. Послані на колонізацію іншої галактики кораблі з екіпажем основних рас Чумацького Шляху, виявляють, що цільові планети вже зайняті або непридатні для життя. Героєві Райдеру належить очолити експедицію, щоб знайти новий дім[3].

### Спін-офи
- Mass Effect Galaxy (2009) — проміжна гра між подіями Mass Effect та Mass Effect 2. Сюжет фокусується на персонажах Mass Effect 2: Джейкобі Тайлорі та Міранді Лоусон.
- Mass Effect Infiltrator (2012) — гра для Android, BlackBerry, iOS та Windows Phone. Події відбуваються паралельно з третьою частиною, а грати належить за оперативника організації «Цербер», який незгідний з її жорстокими діями. Граючи в Mass Effect Infiltrator можна полегшити проходження Mass Effect 3.
- Mass Effect: Datapad (2012) — гра для iOS. Включає міні-ігри, пов'язані з проходженням Mass Effect 3 та інформацію про ігровий всесвіт.

## Супутня продукція

«Mass Effect: Відкриття», перший роман за серією

### Книги
Станом на 2017 рік вийшло п'ять романів і ще два очікуються до виходу:
- «Mass Effect: Відкриття» (2007) — приквел до першої гри трилогії. Розповідає про лейтенанта Девіда Андерсона, який розшукує вчену Калі Сандерс, що пережила напад на секретну базу Альянсу і володіє даними про те, що там досліджувалося. Тим часом на інформацію полюють кілька сторін, знаючи яку могутність вона може дати.
- «Mass Effect: Вознесіння» (2008) — описує події через два місяці по завершенню Mass Effect. Сюжет розповідає про експерименти організації «Цербер» над дітьми з особливими здібностями, чому протистоять персонаж попередньої книги Калі Сандерс і Гендель Мітра. Пол Грейсон, батько однієї з піддослідних, розривається між розвитком феноменальних здібностей дочки Джилліан і прагненням убезпечити її.
- «Mass Effect: Відплата» (2010) — керівник організації «Цербер», з метою більше дізнатися про Женців, вирішує поставити експеримент над Полом Грейсоном, колишнім оперативником «Цербера», який зрадив організацію заради своєї дочки Джилліан. Калі та Девід намагаться завадити наслідкам експерименту, що загрожують всьому галактичному суспільству.
- «Mass Effect: Обман» (2012) — Девід Андерсон і Калі Сандерс викривають існування підпілля, що стрімко набирає силу і приваблює обдарованого пілітка Ніка. «Цербер» посилає свого агента продовжити перервану через Калі й Девіда справу і усунути непідконтрольну Джилліан. Сама Джилліан тим часом розшукує вбивцю свого батька, проявляючи згубну самовпевненість.
- «Mass Effect: Повстання „Нексуса“» (2017) — відповідальна за безпеку прибулого до Андромеди «Нексуса» Слоан Келлі прокидається з анабіозу та застає корабель у скрутному становищі. Їй належить об'єднатися з іншими лідерами експедиції, подолати нестачу ресурсів та відшукати «Гіперіон» з рештою людських колоністів.
- «Mass Effect: Посвячення» (2017) — приквел Mass Effect: Andromeda, описує як Кора Гарпер приєдналася до програми «Андромеда», щоб знайти вкрадені відомості, поки загадкові зловмисники не використали їх аби завадити експедиції в Андромеду[4].
- «Mass Effect: Винищення» (2018) — роман, присвячений польоту в галактику Андромеди «Ковчега» кваріанців, дреллів, елкорів та батаріанців. На кораблі поширюється патоген і керівництво підозрює, що це не випадково[5].

### Комікси
- «Mass Effect: Викуп» (2010) — перша серія коміксів, має 4 випуски. Описує передісторію до Mass Effect 2, де Ліара Т'Соні та Дрелл Ферон розшукують командера Шепарда, який зник після загибелі «Нормандії».
- «Mass Effect: Нашестя» (2011) — міні-комікс, що описує події за тиждень до знищення «Нормандії» Колекціонерами. На станцію «Омега» прибувають торговці Колекціонерів, маючи невідомий зв'язок з організацією «Сині світила».
- «Mass Effect: Інквізиція» (2011) — події розгортаються після Mass Effect 2 та описують розслідування капітаном Бейлі стосунку керівництва Служби безпеки Цитаделі до протизаконних дій.
- «Mass Effect: Еволюція» (2011) — серія з 4 випусків. Розповідає про минуле Привида в часи Війни першого контакту, Сарена Артеріуса і генерала Вільямса — діда Ешлі Вільямс.
- «Mass Effect: Звинувачення» (2011) — міні-комікс про те, як Джеймса Вегу було викликано для суду над командкром Шепардом за знищення Ретранслятора (події DLC «Arrival» до Mass Effect 2).
- «Mass Effect: Вторгнення» (2011) — серія з 4 випусків. Описує події незадовго до початку Mass Effect 2, коли асарі Арія Т'Лоак, що стоїть на чолі злочинного світу станції «Омега», стикається із загрозою організації «Цербер».
- «Mass Effect: Рідні світи» (2012) — серія з 4 випусків про пригоди героїв відеоігор. Перший випуск присвячений Джеймсу Везі, другий — Талі'Зора, третій — Гаррусу Вакаріану, четвертий — Ліарі Т'Соні.
- «Mass Effect: Заснування» (2013—2014) — серія з 13 випусків, яка розповідає про пригоди напарників і майбутніх друзів Шепарда, які передували Mass Effect 2.

### Вебкомікси
- «Mass Effect: Той, хто добре сміється» (2013) — оповідь про те як Джеф Моро в ході кумедної пригоди став пілотом «Нормандії» Джокером.
- «Mass Effect: „Бласто: Нескінченність — вічна“» (2012) — гумористичний комікс за вигаданим фільмом (його постери можна знайти у відеоіграх) про ханара Бласто — першого «Спектра» зі своєї цивілізації[6].

### Фільми
- «Mass Effect: Згуба Параґону» — приквел до Mass Effect 3 від BioWare, FUNimation, T.O Entertainment та Production I.G., створений у 2012 році. Розповідає про початок успішної кар'єри Джеймса Веґи та його боротьбу з Колекціонерами, що обернулася трагедією для цілої планети[7][8].

### Атракціони
- Mass Effect: New Earth (2016) — атракціон за іграми серії, відкритий в парку розваг «California's Great America» (Санта-Клара, Каліфорнія). Атракціон пропонує глядачам в кріслах видовище на екрані, супроводжуване закадровим голосом живого актора[9][10].

## Оцінки й популярність
Серія Mass Effect вважається однією з найважливіших ігрових серій епохи гральних систем сьомого покоління. 5 липня 2015 року продажі ігор серії склали понад 14 млн копій.
За результатами опитування сайту PCGamer, Mass Effect 2 є найкращою грою в оригінальній трилогії Mass Effect. Їй віддали перевагу 56 % гравців.